# Liste der Biografien/Sos
Liste der Biografien |
Portal Biografien |
Personensuche
# |
A |
B |
C |
D |
E |
F |
G |
H |
I |
J |
K |
L |
M |
N |
O |
P |
Q |
R |
S |
T |
U |
V |
W |
X |
Y |
Z |
?
 
Sa |
Sb |
Sc |
Sd |
Se |
Sf |
Sg |
Sh |
Si |
Sj |
Sk |
Sl |
Sm |
Sn |
So |
Sp |
Sq |
Sr |
Ss |
St |
Su |
Sv |
Sw |
Sy |
Sz
 
Soa |
Sob |
Soc |
Sod |
Soe |
Sof |
Sog |
Soh |
Soi |
Soj |
Sok |
Sol |
Som |
Son |
Soo |
Sop |
Sor |
Sos |
Sot |
Sou |
Sov |
Sow |
Sox |
Soy |
Soz
Die Liste der Biografien führt alle Personen auf, die in der deutschsprachigen Wikipedia einen Artikel haben. Dieses ist eine Teilliste mit 181 Einträgen von Personen, deren Namen mit den Buchstaben „Sos“ beginnt.

## Sos
- Sós, Ferenc († 2011), ungarischer Serienmörder
- Sós, Károly (1909–1991), ungarischer Fußballtrainer
- Sós, Vera T. (1930–2023), ungarische Mathematikerin

### Sosa
- Sosa Aguiar, Euclides, uruguayischer Politiker
- Sosa Arriaga, Dagoberto (* 1955), mexikanischer Geistlicher, Bischof von Tlapa
- Sosa Elízaga, Raquel, mexikanische Soziologin, Professorin für Lateinamerikaforschung
- Sosa Escalante, Francisco (1848–1925), mexikanischer Autor und Historiker
- Sosa Gaona, Emilio (1884–1970), paraguayischer Ordenspriester und römisch-katholischer Bischof von Concepción
- Sosa La M (* 2002), deutscher Rapper
- Sosa Rodríguez, Carlos (1912–1997), venezolanischer Politiker und Diplomat
- Sosa Rodríguez, Fermín Emilio (* 1968), mexikanischer Geistlicher, römisch-katholischer Erzbischof und Diplomat des Heiligen Stuhls
- Sosa Villada, Camila (* 1982), argentinische Schriftstellerin und Schauspielerin
- Sosa Wagner, Francisco (* 1946), spanischer Jurist, Schriftsteller und Politiker, MdEP
- Sosa, Arturo (* 1948), venezolanischer Ordensgeistlicher, Generaloberer der Gesellschaft Jesu (Jesuiten)Arturo Sosa (* 1948)

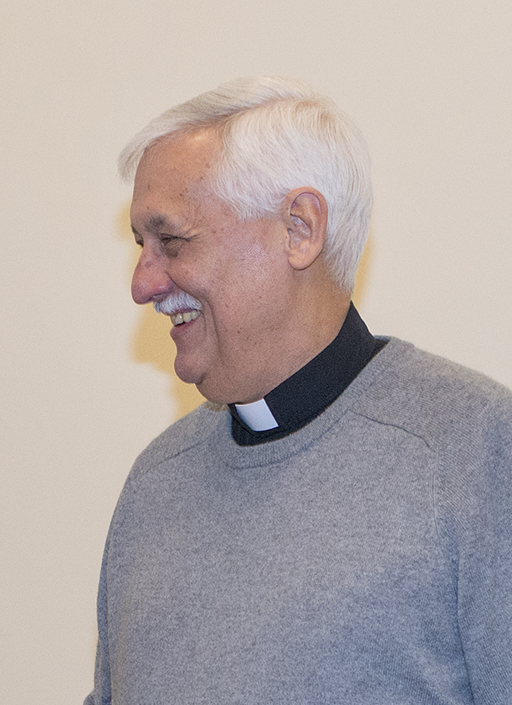
Arturo Sosa (* 1948)

- Sosa, Bertico (1951–2005), dominikanischer Pianist, Arrangeur und Komponist
- Sosa, Borna (* 1998), kroatisch-deutscher FußballspielerBorna Sosa (* 1998)

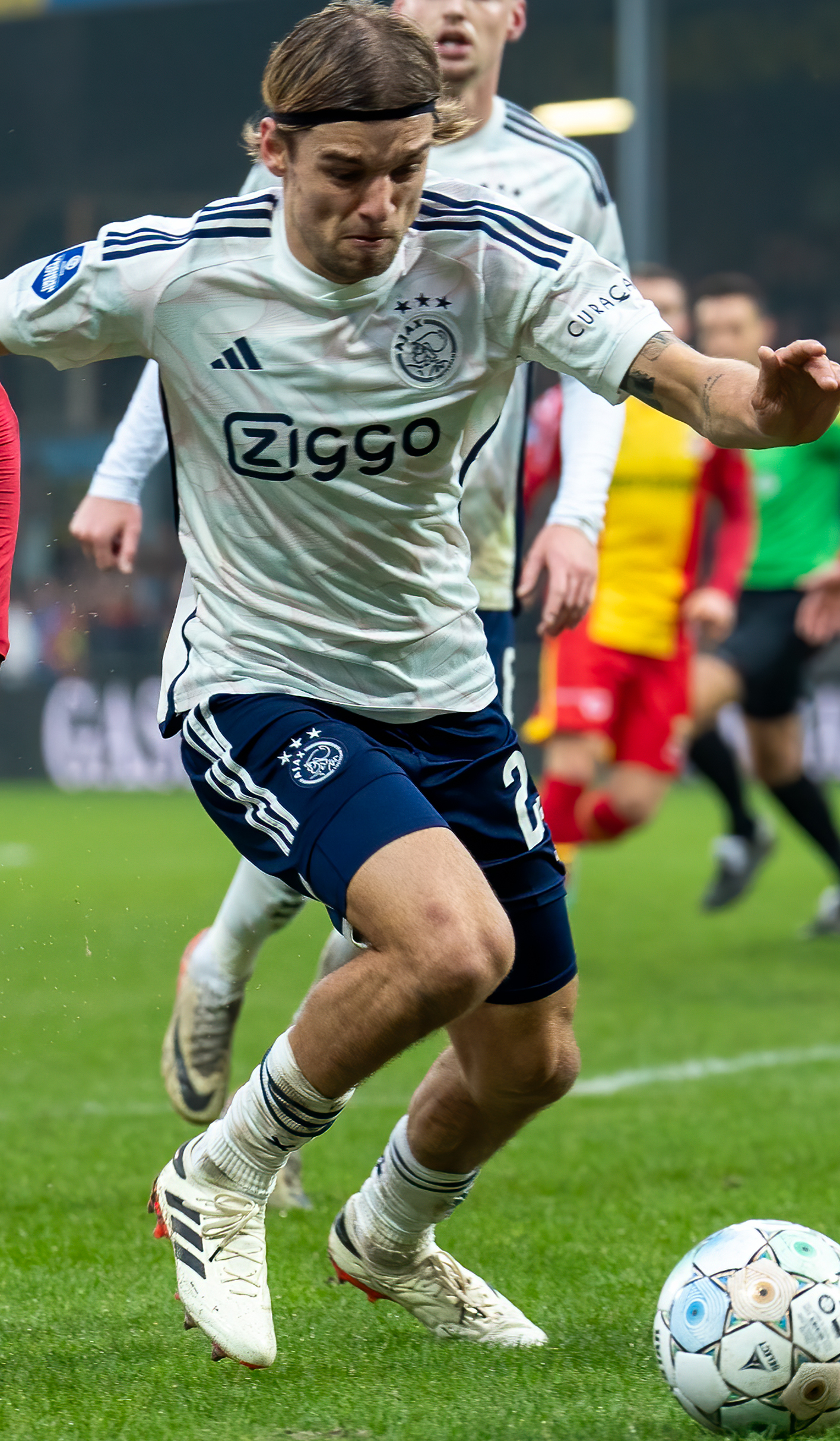
Borna Sosa (* 1998)

- Sosa, Édgar (* 1979), mexikanischer Boxer im Halbfliegengewicht
- Sosa, Ernest (* 1940), US-amerikanischer Philosoph
- Sosa, Fernando Gabriel (* 1974), argentinischer Comiczeichner, Illustrator, Drehbuchautor und Kulturmanager
- Sosa, Francisco (* 1917), paraguayischer Fußballspieler
- Sosa, Franco (* 1983), uruguayischer Fußballspieler
- Sosa, Gonzalo (* 1989), argentinischer Fußballspieler
- Sosa, Hieronymus de († 1711), spanischer Hochschullehrer für Theologie und Genealoge
- Sosa, Ismael (* 1987), argentinischer Fußballspieler
- Sosa, Iván (* 1997), kolumbianischer Radrennfahrer
- Sosa, Jason (* 1988), US-amerikanischer Boxer im Superfedergewicht und Normalausleger
- Sosa, José Ernesto (* 1985), argentinischer Fußballspieler
- Sosa, Julio (1926–1964), uruguayischer Musiker, Sänger
- Sosa, Leandro (* 1991), uruguayischer Fußballspieler
- Sosa, Leandro (* 1994), uruguayischer Fußballspieler
- Sosa, Luis (* 1949), uruguayischer Radrennfahrer
- Sosa, Luis Alfonso (* 1967), mexikanischer Fußballspieler und -trainer
- Sosa, Manuela Soto (* 1991), schweizerisch-uruguayische Mixed-Media-Künstlerin und Tätowiererin
- Sosa, Marcelo (* 1978), uruguayischer Fußballspieler
- Sosa, Marco Antonio Yon († 1970), guatemaltekischer Berufsoffizier und Guerillaführer
- Sosa, Marlene (* 1986), mexikanische Handballspielerin
- Sosa, Mercedes (1935–2009), argentinische SängerinMercedes Sosa (1935–2009)

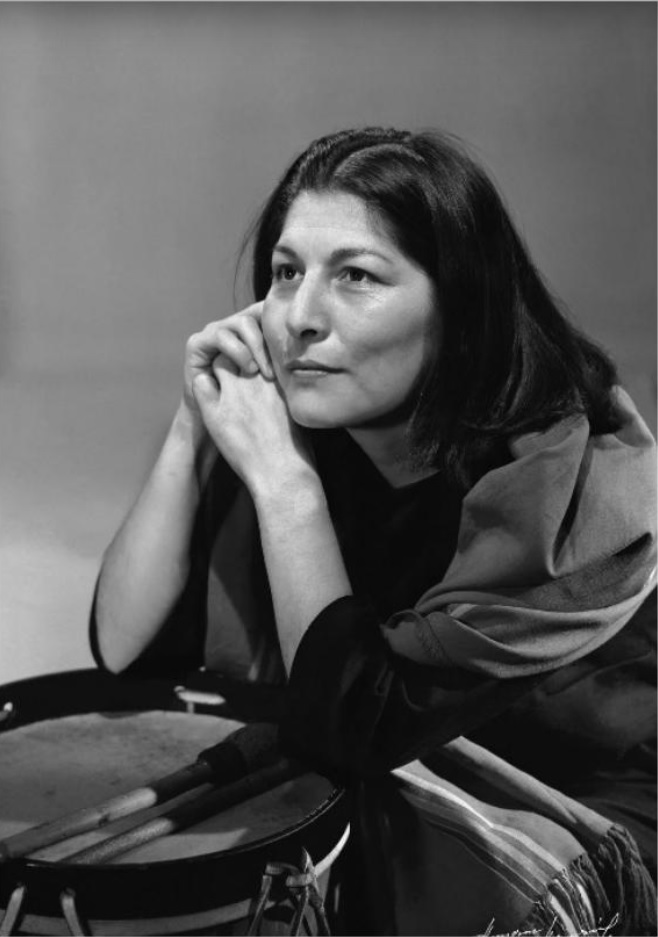
Mercedes Sosa (1935–2009)

- Sosa, Merqui (* 1965), dominikanischer Boxer
- Sosa, Nicolás (* 1996), uruguayischer Fußballspieler
- Sosa, Omar (* 1965), kubanischer Musiker
- Sosa, Roberto (1930–2011), honduranischer Schriftsteller
- Sosa, Roberto (* 1975), argentinischer Fußballspieler
- Sosa, Roberto Eduardo (1935–2008), uruguayischer Fußballspieler
- Sosa, Rodrigo (* 1993), uruguayischer Fußballspieler
- Sosa, Rubén (* 1966), uruguayischer Fußballspieler
- Sosa, Rubén Héctor (1936–2008), argentinischer Fußballspieler
- Sosa, Ruben Martín (* 1993), uruguayischer Fußballspieler
- Sosa, Sammy (* 1968), dominikanischer Baseballer
- Sosa, Sebastián (* 1986), uruguayischer Fußballspieler
- Sosa, Sebastián (* 1994), uruguayischer Fußballspieler
- Sosabowski, Stanisław (1892–1967), polnischer General im Zweiten WeltkriegStanisław Sosabowski (1892–1967)

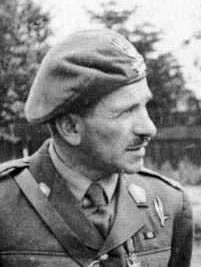
Stanisław Sosabowski (1892–1967)

- Sosanya, Nina (* 1969), britische Schauspielerin

### Sosc
- Soschenko, Iwan (1807–1876), ukrainischer Maler und Kunstlehrer
- Soschkina, Jelisaweta Dmitrijewna (1889–1963), russisch-sowjetische Geologin, Paläontologin und Hochschullehrerin
- Soschnikow, Nikita Dmitrijewitsch (* 1993), russischer Eishockeyspieler
- Soschtschenko, Michail Michailowitsch (1894–1958), russischer Schriftsteller

### Sose
- Sosei, japanischer Dichter und buddhistischer Mönch
- Sösemann, Bernd (* 1944), deutscher Historiker und Hochschullehrer
- Sosenka, Ondřej (* 1975), tschechischer Radrennfahrer

### Sosg
- Sosgórnik, Alfred (1933–2013), polnischer Kugelstoßer

### Sosh
- Soshana (1927–2015), österreichische Malerin
- SoShy (* 1982), französisch-amerikanische Pop- und R’n’B-Singer-Songwriterin

### Sosi
- Sosias, attischer Töpfer
- Sosias († 413 v. Chr.), Sklave und Oberaufseher von Sklaven in Laurion
- Sosias-Maler, attischer Vasenmaler
- Sosibios (Vater), Politiker des Ptolemäerreichs
- Sosibios (Sohn), Politiker des Ptolemäerreichs
- Sosibius († 51), Erzieher des Britannicus
- Sosič, Marko (1958–2021), slowenischsprachiger italienischer Schriftsteller und Regisseur
- Sosigenes, antiker griechischer Bildhauer
- Sosigenes aus Alexandria, spät-hellenistischer Astronom
- Sosigenes der Peripatetiker, aristotelischer Philosoph
- Sosikles, römischer Bildhauer
- Sosikrates von Rhodos, griechischer Historiker
- Sosimenko, Deborah (* 1974), australische Hammerwerferin
- Sosimos, griechischer Töpfer
- Sosin, Łukasz (* 1977), polnischer Fußballspieler
- Sosin, Weniamin Innokentjewitsch (1896–1956), russischer Schachspieler- und theoretiker
- Sosing, Sandro Eric (* 1983), philippinischer Dartspieler
- Sosińska, Marta (* 1939), polnische Pianistin
- Sosinski, Adalbert (1872–1934), deutscher Verbandsvorsitzender und Politiker, MdR
- Sosio, Federica (* 1994), italienische Skirennläuferin
- Sosipatra, spätantike Philosophin, Neuplatonikerin
- Sosiphanes, altgriechischer Tragiker
- Sositheos, griechischer Tragiker
- Sosius Senecio, Quintus, Feldherr und Politiker unter Kaiser Trajan
- Sosius, Gaius, römischer Feldherr und Politiker, Konsul 32 v. Chr.

### Sosj
- Sosjura, Wolodymyr (1898–1965), ukrainischer Dichter

### Sosk
- Soska, Jen (* 1983), kanadische Filmregisseurin, Filmproduzentin, Schauspielerin und Drehbuchautorin
- Soska, Sylvia (* 1983), kanadische Filmregisseurin, Filmproduzentin, Schauspielerin und Drehbuchautorin
- Šoškić, Milutin (1937–2022), jugoslawischer Fußballtorhüter und -trainerMilutin Šoškić (1937–2022)

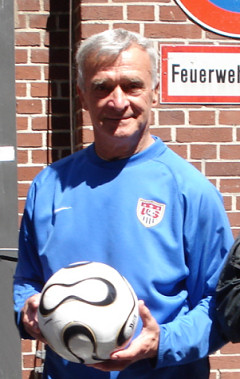
Milutin Šoškić (1937–2022)

- Soskice, David (* 1942), britischer Ökonom und Politologe
- Soskice, Frank, Baron Stow Hill (1902–1979), britischer Rechtsanwalt und Politiker (Labour Party), Mitglied des House of Commons, britischer Innenminister
- Soskice, Janet (* 1951), römisch-katholische Theologin und Philosophin
- Soskice, Juliet (1880–1944), britische Autorin und Übersetzerin
- Soskijew, Wladimir Borissowitsch (* 1941), russischer Künstler
- Soskin, Lew Alexandrowitsch (* 1934), russischer Architekt, Baubeamter und Hochschullehrer
- Soskin, Mark (* 1953), amerikanischer Pianist und Keyboarder des Modern Jazz und Musikpädagoge
- Soskin, Selig Eugen (1873–1959), russisch-jüdischer Agrarwissenschaftler und revisionistischer zionistischer Politiker
- Soskyda, Karina (* 2005), ukrainische Handballspielerin

### Sosl
- Soslambekow, Jussup Edilbekowitsch (1956–2000), tschetschenischer Politiker und Staatsmann

### Sosn
- Sosna, Günter (1926–2004), deutscher Fußballspieler und -trainer
- Sosna, Jiří (* 1960), tschechoslowakischer Judoka
- Sosna, Katažina (* 1990), litauische Radrennfahrerin
- Sosna, Krzysztof (* 1969), polnischer Biathlet
- Sosna, Mika (* 2003), deutscher Diskuswerfer
- Sośnicki, Dariusz (* 1969), polnischer Schriftsteller
- Sośnierz, Dobromir (* 1976), polnischer Politiker und Theologe
- Sosnin, Michail (* 1990), russischer Skilangläufer
- Sosniok, Jan (* 1968), deutscher SchauspielerJan Sosniok (* 1968)

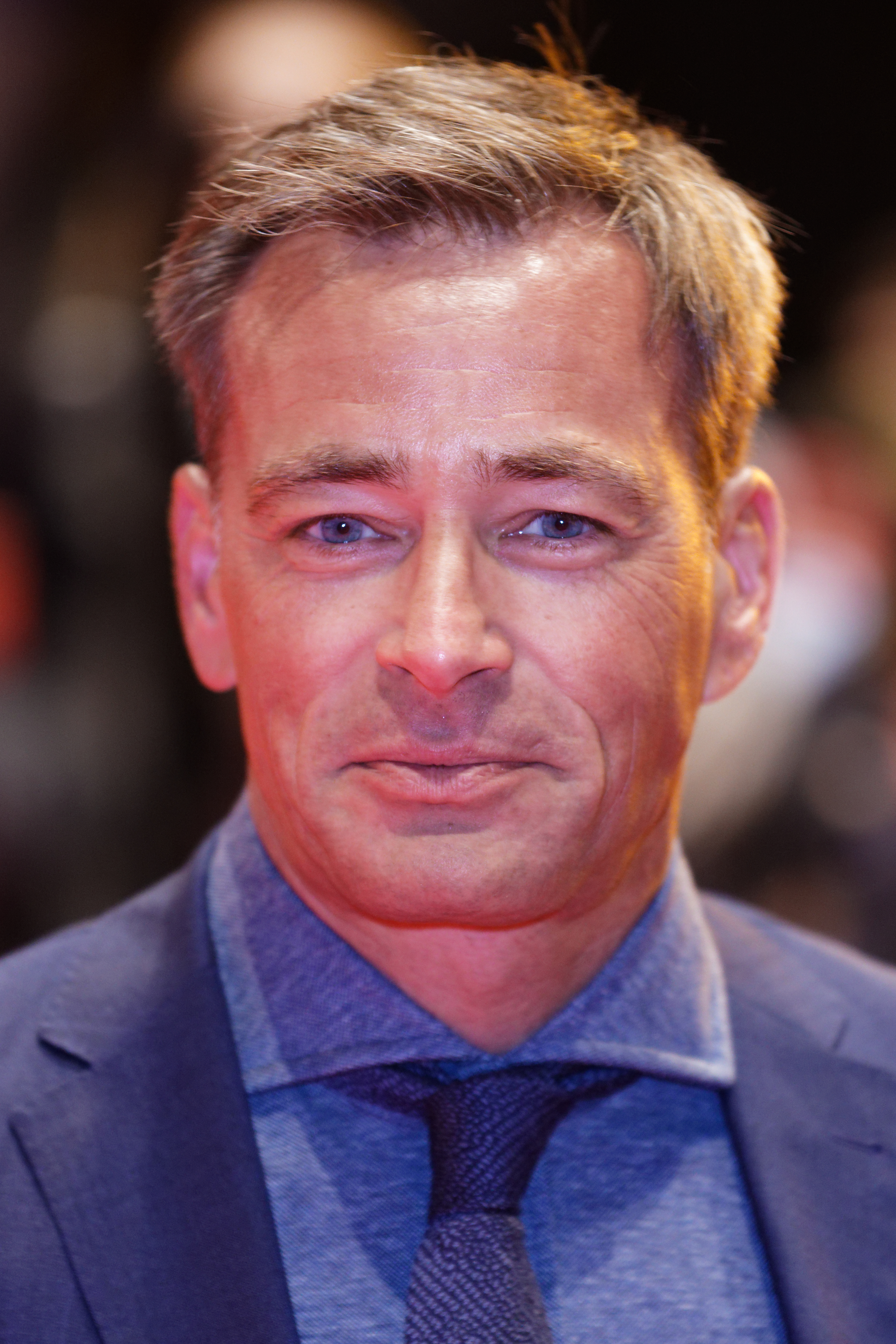
Jan Sosniok (* 1968)

- Sosnitza, Olaf (* 1963), deutscher Rechtswissenschaftler und Hochschullehrer
- Sosnkowski, Kazimierz (1885–1969), Oberbefehlshaber der Polnischen Heimatarmee (Armia Krajowa)
- Sosnora, Wiktor Alexandrowitsch (1936–2019), russischer Lyriker, Schriftsteller, Dramatiker und Übersetzer
- Sosnosky, Theodor von (1866–1943), österreichischer Historiker und Schriftsteller
- Sosnovschi, Adriana (* 1998), moldawische Tennisspielerin
- Sosnovska, Olga (* 1972), US-amerikanische Schauspielerin
- Sosnowenko, Oleksandr (* 2003), ukrainischer Sprinter
- Sosnowska, Monika (* 1972), polnische Künstlerin
- Sosnowski, Adam (* 1988), polnisch-österreichischer Buchautor, Übersetzer
- Sosnowski, Albert (* 1979), polnischer Boxer
- Sosnowski, Alexander Wiktorowitsch (* 1955), russischer Journalist und Buchautor
- Sosnowski, Andrzej (* 1959), polnischer Dichter, Literaturkritiker, Essayist und Übersetzer
- Sosnowski, Jerzy (1896–1942), polnischer Major und Agent des polnischen GeheimdienstesJerzy Sosnowski (1896–1942)

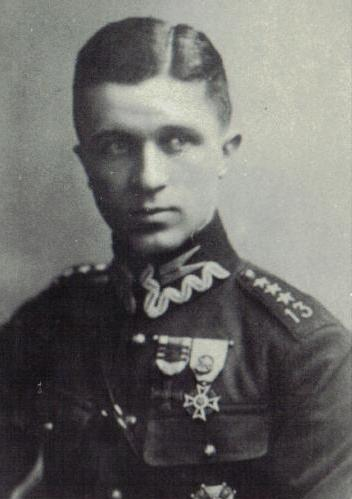
Jerzy Sosnowski (1896–1942)

- Sosnowski, Johann (1914–1984), deutscher SS-Oberscharführer und Angehöriger des KZ-Kommandanturstab Sachsenhausen
- Sosnowski, John B. (1883–1968), US-amerikanischer Politiker
- Sosnowski, Lew Semjonowitsch (1886–1937), russischer Journalist und Revolutionär
- Sosnowski, Piotr (1899–1939), polnischer katholischer Priester
- Sosnowski, Sergei Walentinowitsch (1955–2022), russischer Schauspieler
- Sosnowyj, Stepan (1896–1961), ukrainisch-sowjetischer Agronom und Ökonom, Autor der ersten umfassenden Studie des Holodomor in der Ukraine (1932–1933)

### Soso
- Soso Maness (* 1987), französischer Rapper
- Sosonko, Gennadi (* 1943), niederländischer Schachspieler
- Sosonow, Iwan Andrejewitsch (* 1989), russischer Badmintonspieler
- Sosonow, Jegor Sergejewitsch (1879–1910), russischer Sozialrevolutionär und Attentäter
- Sosos, griechischer Mosaizist

### Sosp
- Sospiri, Vincenzo (* 1966), italienischer Autorennfahrer

### Soss
- Sossa, Comlan Lambert, beninischer Fußballspieler
- Sossa, Didier (* 1993), beninischer Fußballspieler
- Sossaman, Heather (* 1987), US-amerikanische Schauspielerin
- Sossaminou, Théodore (* 1975), beninischer Fußballspieler
- Sossamon, Shannyn (* 1978), US-amerikanische SchauspielerinShannyn Sossamon (* 1978)

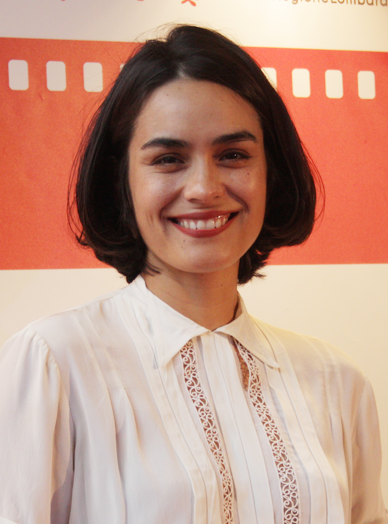
Shannyn Sossamon (* 1978)

- Sossau, Anian (* 2000), deutscher Skilangläufer
- Sosse, Kenza (* 1999), katarische Sprinterin und Hürdenläuferin
- Sosseh Gaye, Adelaide (* 1946), gambische Menschenrechtlerin und Pädagogin
- Sosseh, Alagie (* 1986), gambischer Fußballnationalspieler
- Sosseh, Laba (1943–2007), senegambischer Salsa-Musiker
- Sosseh, Ndey Tapha (* 1979), gambisch-malische Journalistin
- Sossenheimer, Christian (* 1971), deutscher Volleyballspieler und -trainer
- Sossenheimer, David (* 1996), deutscher Volleyball- und Beachvolleyballspieler
- Sossenheimer, Heinz (1924–2006), deutscher Bauingenieur und Verleger
- Sossenko, Modest (1875–1920), ukrainischer Maler und Monumentalkünstler
- Sossi, Cristina (* 1971), italienische Schwimmerin
- Sossidi, Elef (1913–1992), deutscher Hörfunkjournalist
- Sossina, Olga Petrowna (* 1992), russische Eishockeyspielerin
- Sossinski, Alexei Bronislawowitsch (* 1937), russischer Mathematiker
- Sossna, Hans (* 1957), deutscher Badmintonspieler
- Sossnizkij, Anatolij (* 1990), ukrainischer Straßenrennfahrer
- Sosson, Abbé (1881–1945), belgischer römisch-katholischer Geistlicher und Märtyrer
- Sosson, Louis, französischer Bildhauer und Elfenbeinschnitzer
- Sossunow, Kirill Olegowitsch (* 1975), russischer Weitspringer

### Sost
- Sost-Scheible, Beate (* 1956), deutsche Juristin, Richterin am Bundesgerichtshof
- Šoštar, Aleksandar (* 1964), jugoslawischer Wasserballspieler
- Šoštarić, Mario (* 1992), slowenisch-kroatischer Handballspieler
- Sostarits, Kevin (* 2002), österreichischer Fußballspieler
- Sostero, Giovanni (1964–2012), italienischer Amateur-Astronom
- Sosthenes von Makedonien († 277 v. Chr.), König von Makedonien
- Sostilio, Joe (1915–2000), US-amerikanischer Autorennfahrer
- Sostmann, Alexander (1833–1908), deutscher Verwaltungsjurist in der Provinz Hannover
- Sostmann, Alexandra (* 1970), deutsche Pianistin
- Sostmann, Bernhardine Ida (1805–1880), deutsche Schauspielerin
- Sostmann, Jochen (1938–2019), deutscher Schauspieler bei Bühne und Fernsehen
- Sostmann, Wilhelmine (1788–1864), deutsche Schriftstellerin und Schauspielerin
- Sostmeier, Carsten (* 1960), deutscher SportkommentatorCarsten Sostmeier (* 1960)

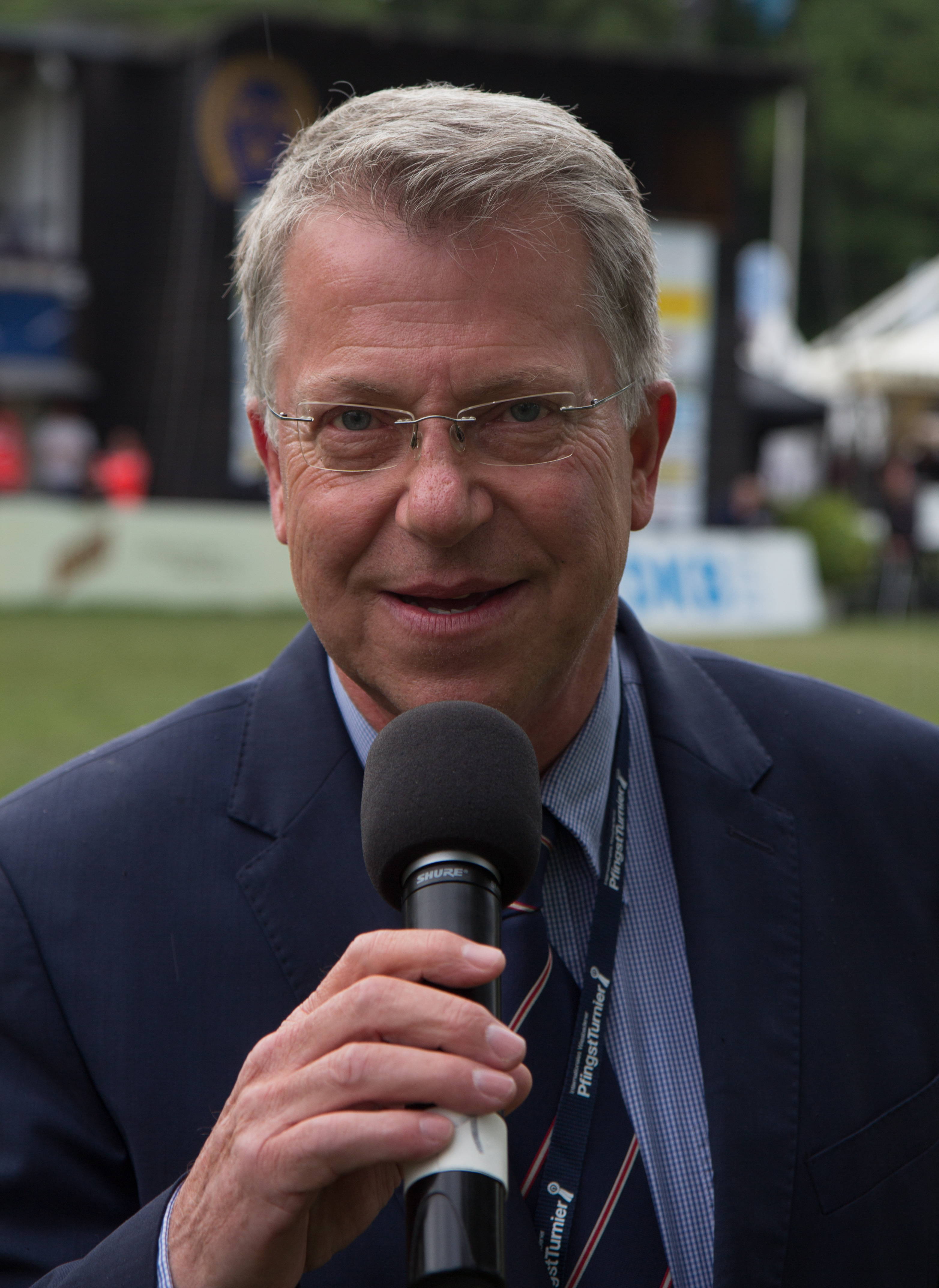
Carsten Sostmeier (* 1960)

- Sostorics, Colleen (* 1979), kanadische Eishockeyspielerin
- Sostratos, Arzt der griechischen Antike
- Sostratos von Ägina, Händler der griechischen Frühzeit
- Sostratos von Knidos, griechischer Architekt

### Sosu
- Sosulja, Roman (* 1989), ukrainischer Fußballspieler

### Sosw
- Soswinski, Herta (1917–2004), österreichische Überlebende des Holocaust, Widerstandskämpferin, später Übersetzerin und Zeitzeugin
- Soswinski, Ludwig (1905–1997), österreichischer Widerstandskämpfer, Jurist, Antifaschist, KZ-Häftling und Politiker (KPÖ), Landtagsabgeordneter

### Sosy
- Sosylos, antiker griechischer Historiker

### Sosz
- Soszynski, Krzysztof (* 1977), polnisch-kanadischer MMA-Kämpfer und Schauspieler